# Мала Білка
Мала́ Бі́лка — село в Україні , у Лановецькій міській громаді Кременецького району Тернопільської області. Розташоване на річці Піскарка на півдні району. До 2020 - центр сільської ради, якій були підпорядковані села Велика Білка та Мартишківці. Раніше — Білка Мала.
Населення — 169 осіб (2001).

## Історія
Перша писемна згадка про Білку (нині села Велика Білка і Мала Білка) — 1430 року (згідно зі «Статистическими описаниями» М. Теодоровича та зб. «Стара Волинь і Волинське Полісся» О. Цинкаловського) як володіння І. Мокосієвича. У хроніці М. Стрийковського йдеться, що 28 квітня 1512 князь Костянтин Острозький розгромив 25-тисячну орду перекопських татар і звільнив під Білкою 16000 чоловіків, жінок і дітей із ясиру.
1648 року під час Визвольної війни під проводом Богдана Хмельницького загони Максима Кривоноса на синівецько-білецько-бережанських полях розгромили війська пана Яблонського.
На 1936 рік село входило до ґміни Вишгородок Кременецького повіту.
12 червня 2020 року, відповідно до розпорядження Кабінету Міністрів України № 724-р «Про визначення адміністративних центрів та затвердження територій територіальних громад Тернопільської області» увійшло до складу Лановецької міської громади.
19 липня 2020 року, в результаті адміністративно-територіальної реформи та ліквідації Лановецького району, село увійшло до складу Кременецького району.

## Релігія
Є церква Різдва Пресвятої Богородиці (1778, дерев'яна).

## Соціальна сфера
Діють клуб, бібліотека.

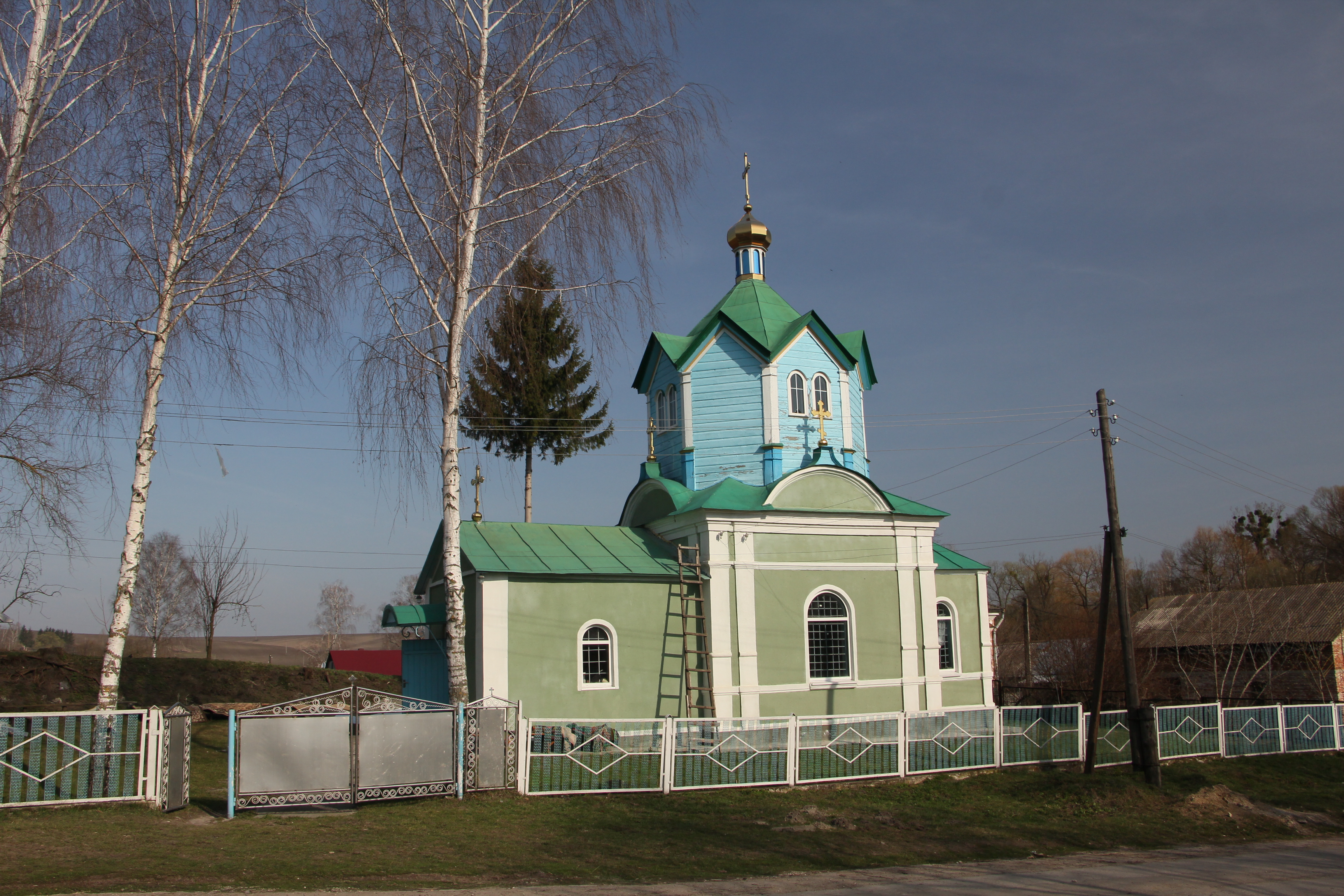
Церква
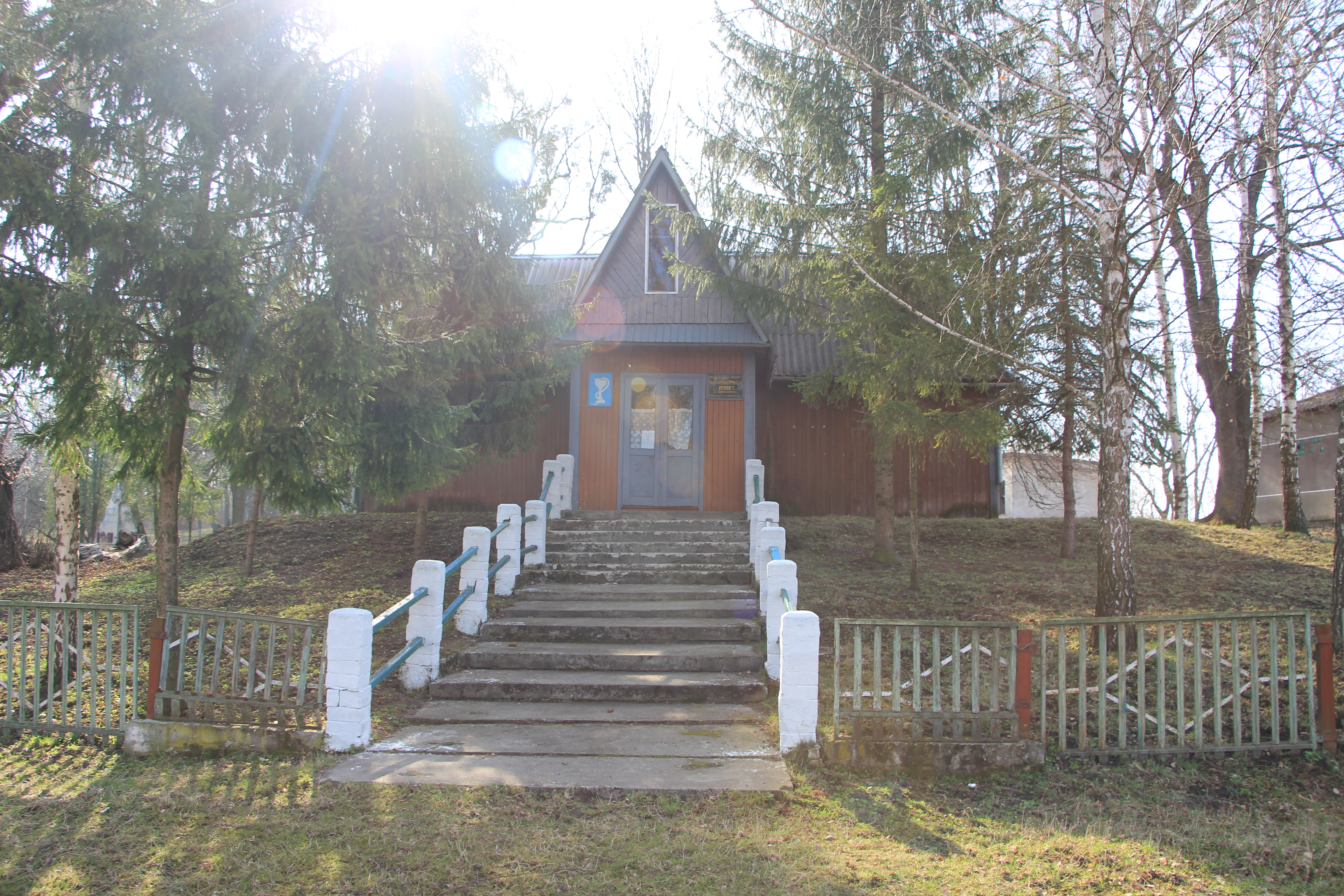
Фельдшерський пункт
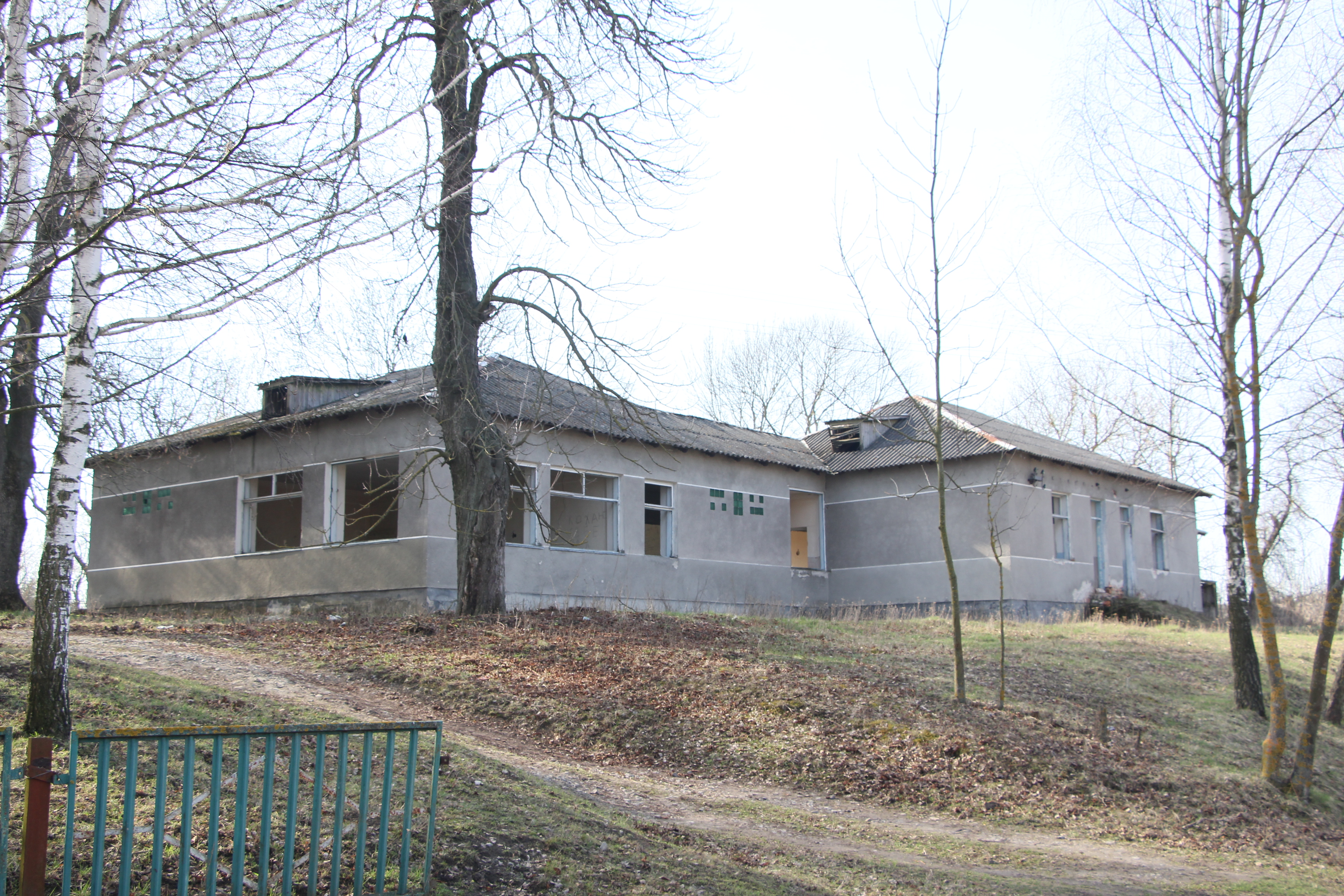
Покинута будівля в селі
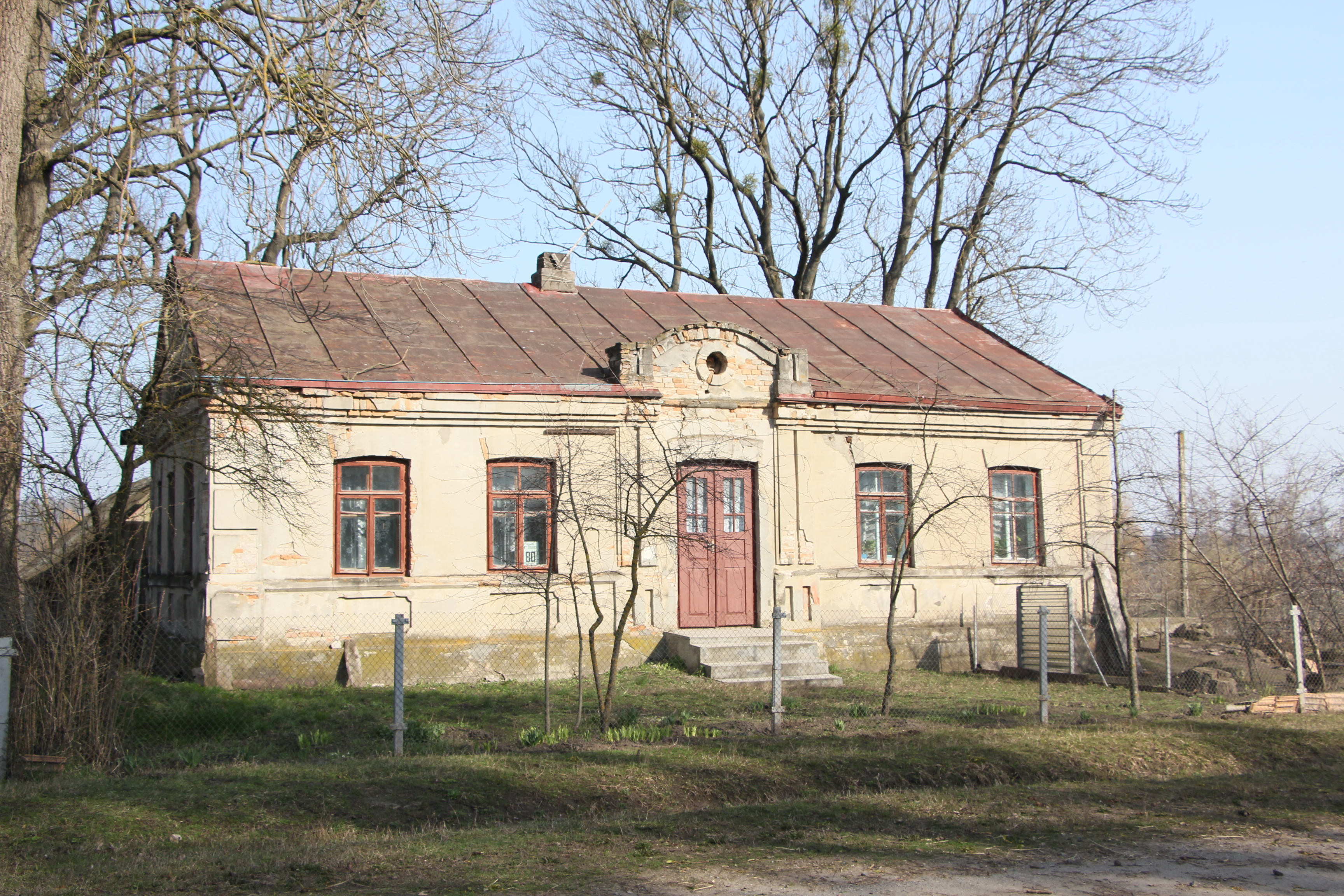
Хата  в селі
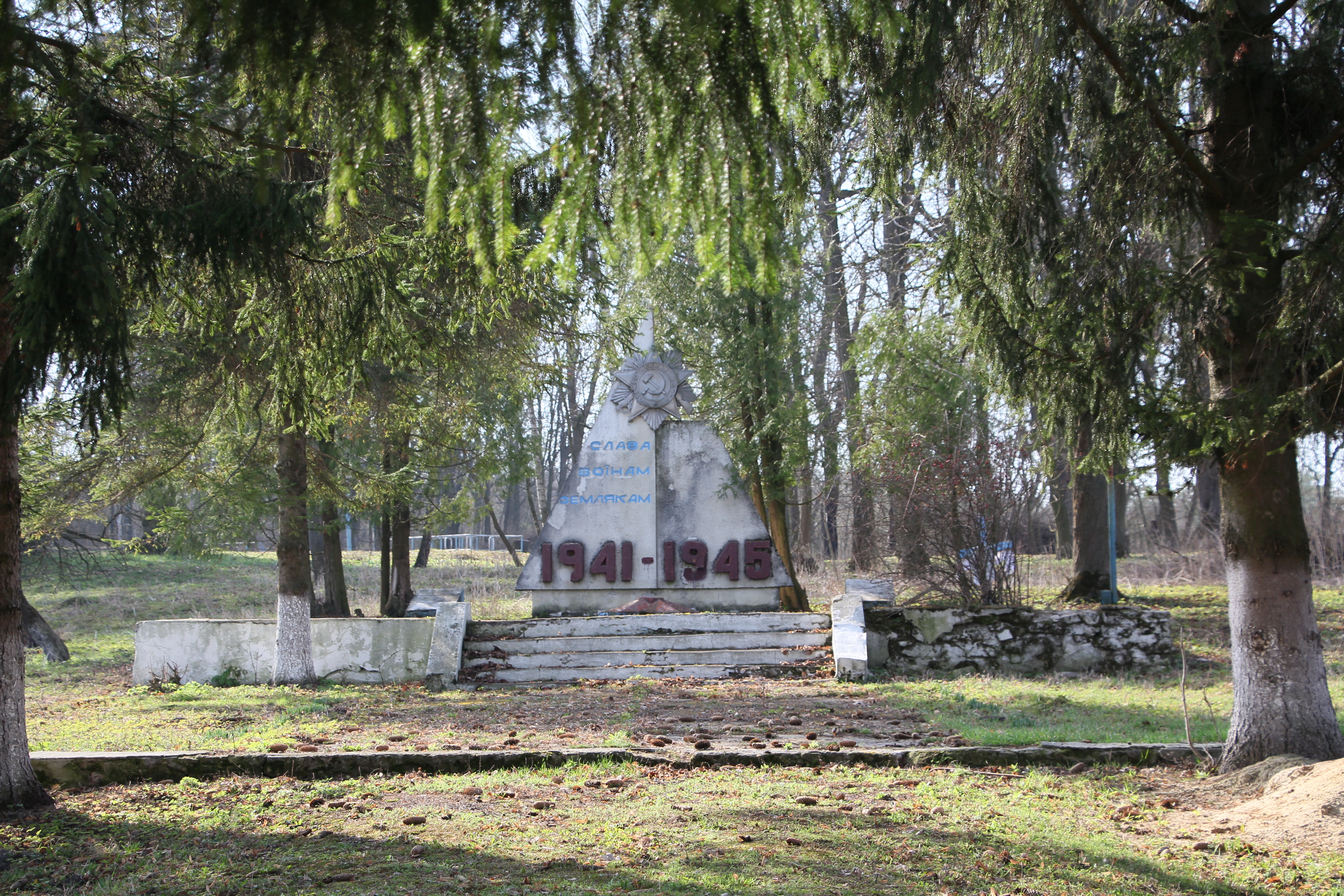
Пам'ятник в селі
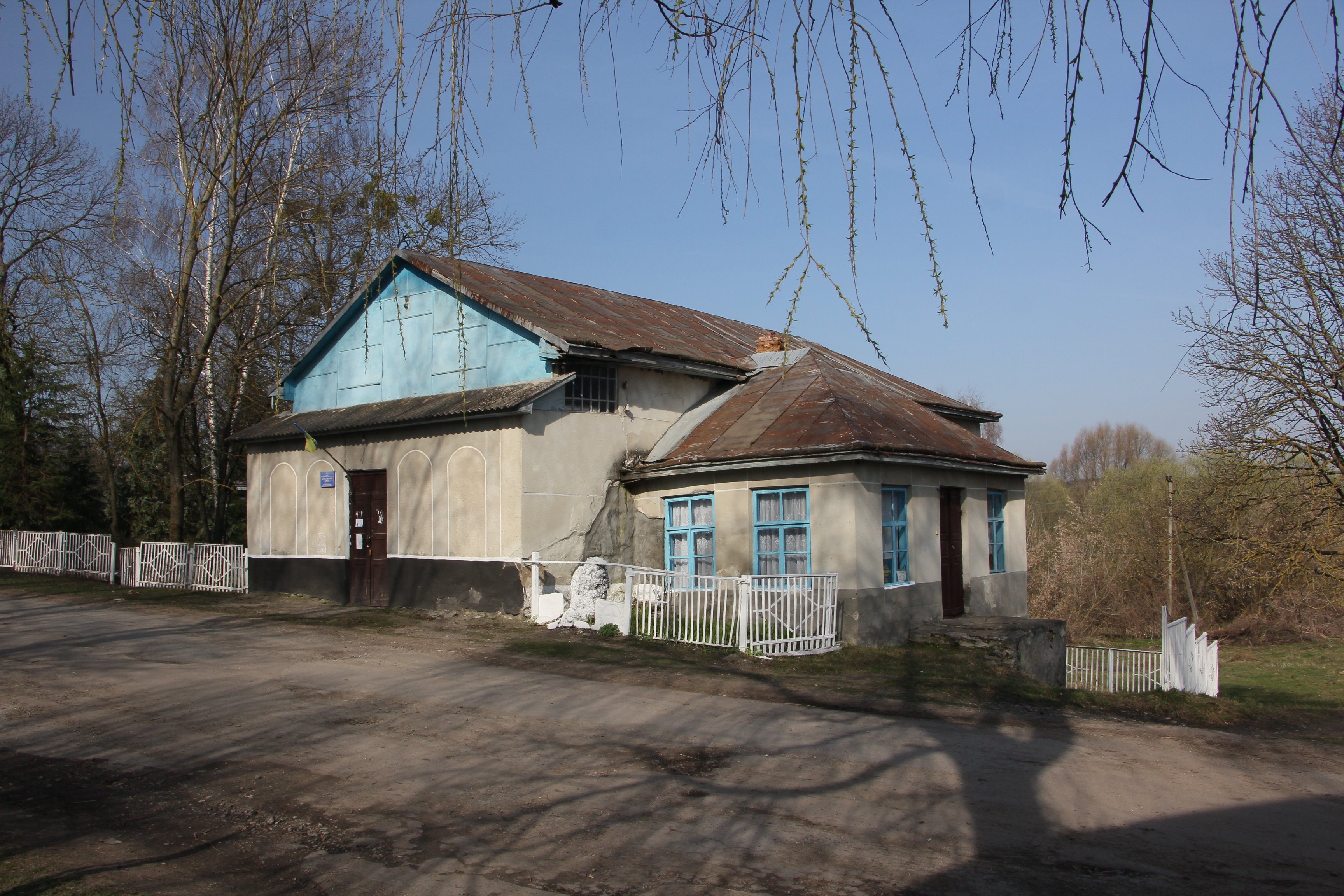
Сільський клуб
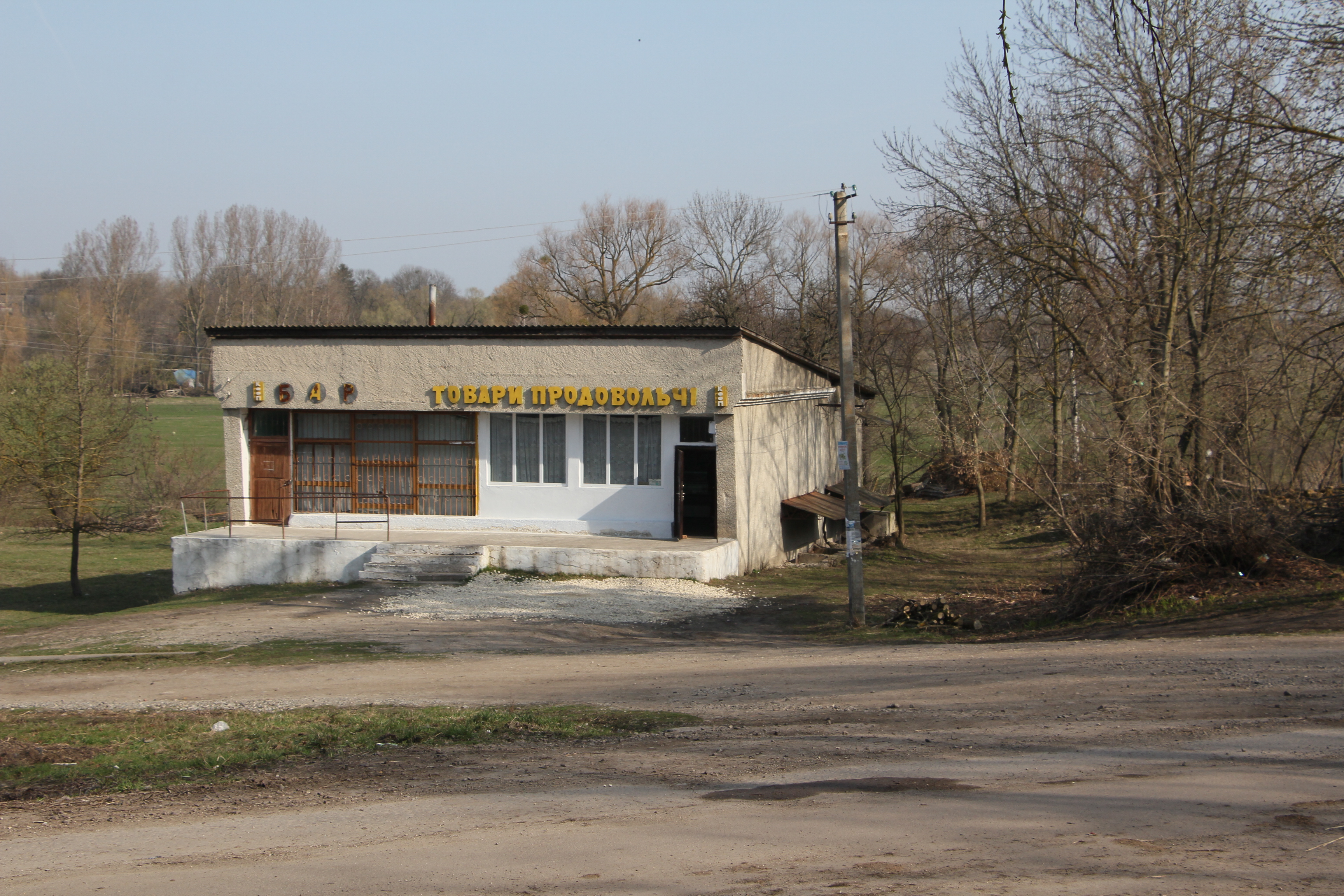
Сільський магазин
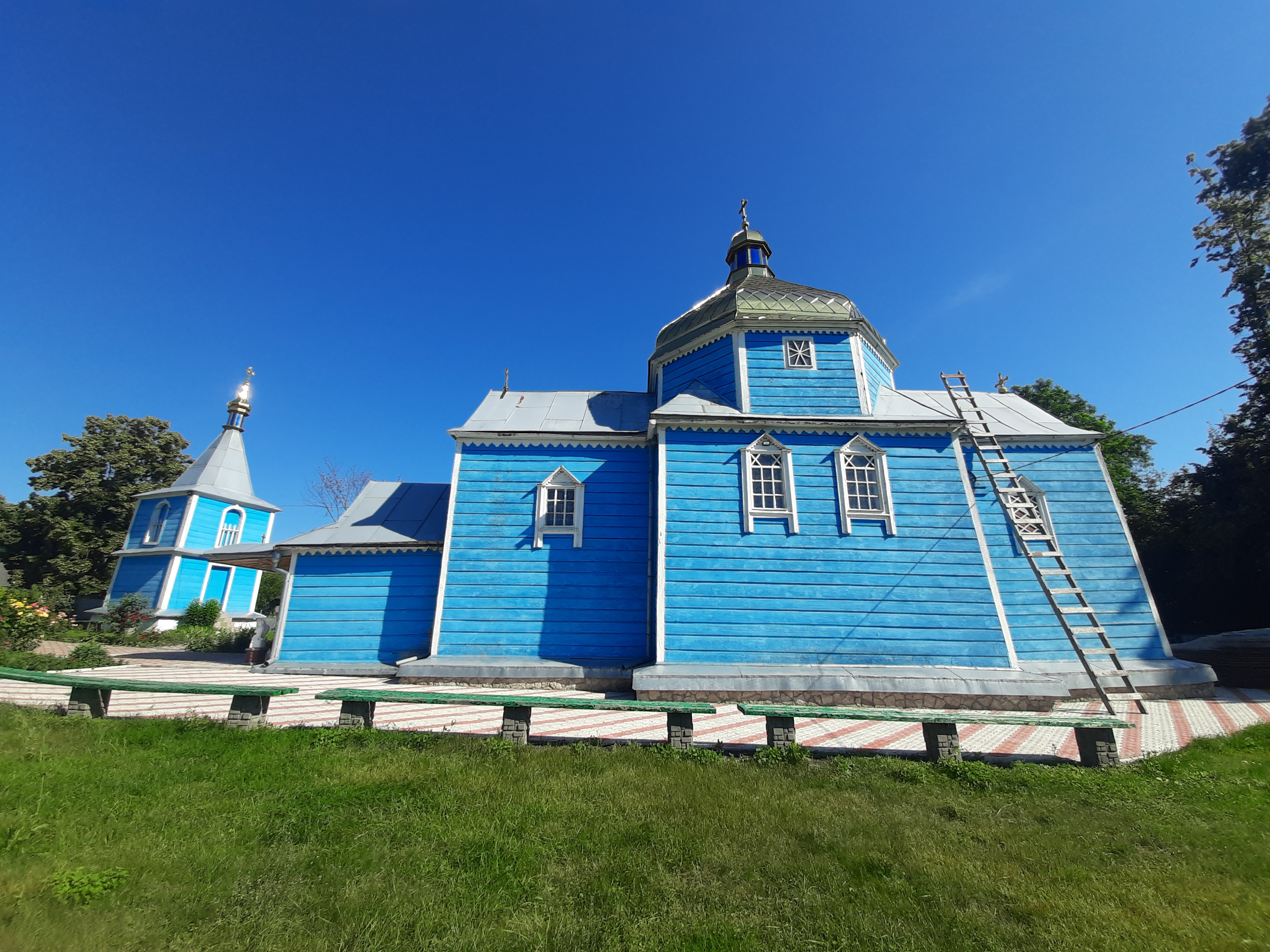
Церква Різдва Богородиці
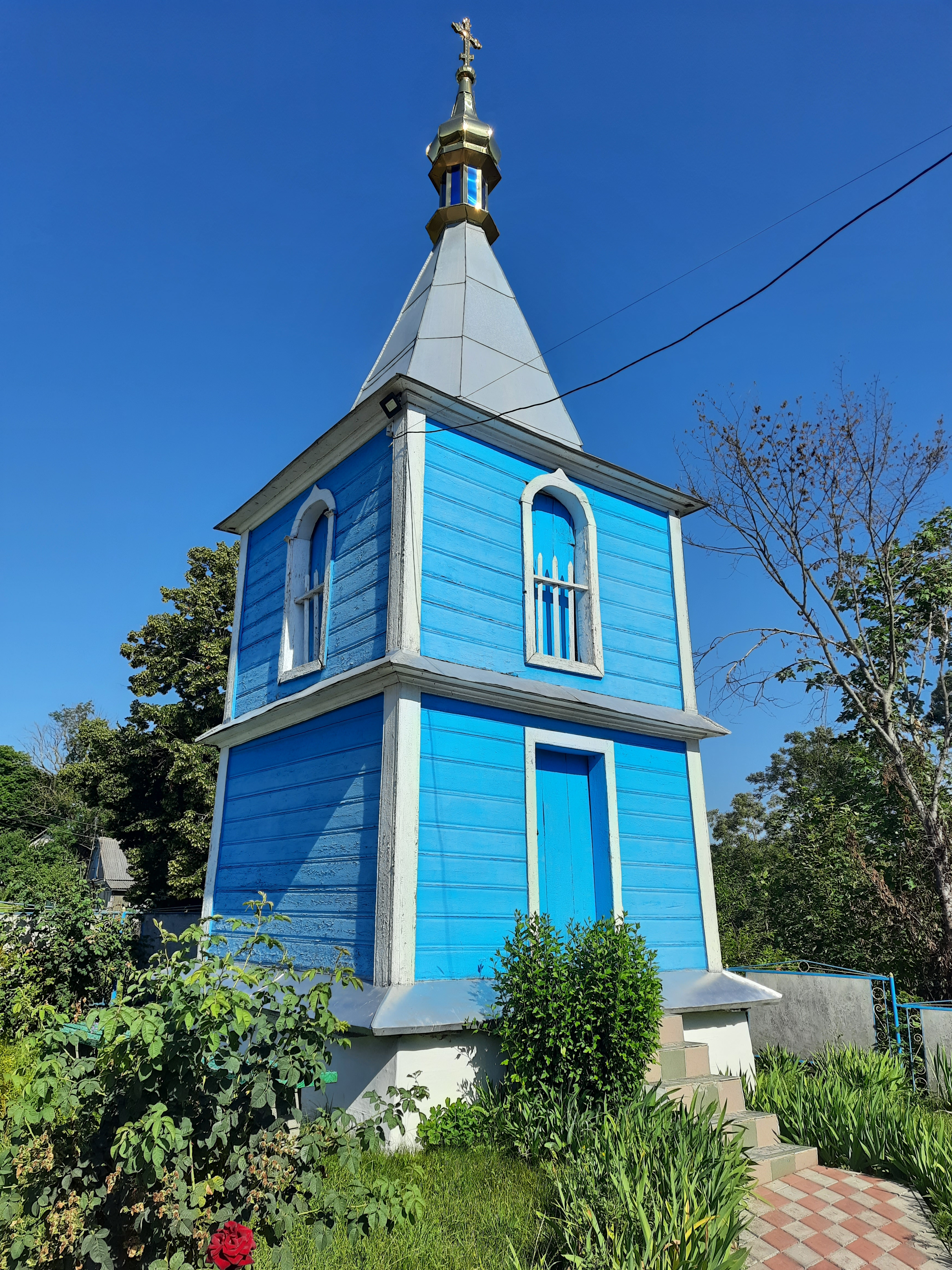
Дзвіниця церкви Різдва Богородиці